# Hadena vilis
Hadena vilis là một loài bướm đêm trong họ Noctuidae.